# Club Atlético Zacatepec
Club Atlético Zacatepec, zkráceně CA Zacatepec, je mexický fotbalový klub sídlící ve městě Zacatepec de Hidalgo ve státě Morelos. Hraje na stadionu Estadio Agustín "Coruco" Díaz. Tým byl 2× mistrem Mexika. Má zeleno-bílé dresy.

## Historie
Klub byl založen roku 1948 pod názvem Club Social y Deportivo Zacatepec. Barvy jsou zelená a bílá podle místní továrny na výrobu cukru (cukrová třtina je zelená a cukr je bílý).
V roce 1951 tým postoupil do 1. ligy. V letech 1955 a 1958 tým mexickou ligu pod vedením trenéra Ignacia Trellese vyhrál.
V 60. až 80. letech tým pendloval mezi 1. a 2. ligou. Naposledy hrál 1. ligu v ročníku 1984–85. Od té doby pendluje mezi 2. a 3. ligou.

## Úspěchy
- Liga MX: 2

1954–55, 1957–58
- Copa MX: 2

1956–57, 1958–59